# Sphaerolaimus peruanus
Sphaerolaimus peruanus is een rondwormensoort uit de familie van de Sphaerolaimidae.